# Izgubljeno detinjstvo (strip)
Izgubljeno detinjstvo je 175. epizoda serijala Julia obјavljena u Lunov magnus stripu br. 1035. Epizoda je premijerno u Srbiji. Sveska se pojavila 16. jula 2024. Koštala je 370 dinara (3,14 €, 3,66 $). Epizoda je imala 130 strana. Izdavač јe bio Golkonda iz Beograda. Tiraž ove sveske bio je 3.000 primeraka.

## Originalna epizoda
Ova epizoda je premijerno objavljena u Italiji kao #175. pod nazivom Myrna: infazia perduta 2. aprila 2013. godine. Scenario su napisali Đankarlo Berardi i Mantero Maurizcio, an acrtao Stiv Borali. Naslovnu stranu nacrtao je Spadoni Kristiano.

## Kratak sadržaj
Mirna Harod, serijski ubica, započinje novu seriju ubistava. Najpre upoznaje ženu u vozu, odlazi kod nje kući i ubija je, a zatim šalje deo njenog tela u paketu kao dokaz o ubistvu. Žena, Julija, prijavljuje ovo policiji, ali ona zaključuje da trenutno ne mogu ništa da preduzme. Mirna nastavlja sa serijom ubistava, zapošljava se u obdaništu i uspeva da se sprijatelji sa koleginicom koja je poziva da iznajmi sobu u prizemlju njene kuće. Kasnije, Mirna ubija još jednu žrtvu, koju je automobilom pokupila kasno uveče na autobuskoj stanici, pretvarajući se da ne zna put do određenog mesta. Nakon što je ubila tu osobu, ponovo šalje Juliji deo tela kao dokaz. Julija zajedno sa policijom počinje da pravi psihološki portret Miirne i zaključuje da ona izgleda sasvim obično, te da se uvek zbližava sa svojom žrtvom i uspostavlja emocionalan odnos sa njom pre nego što je ubije. Mirna nastavlja da se emocionalno zbližava sa svojim budućim žrtvama. Najpre se zbližava sa Rojem, koji je bio usvojeni sin njene stanodavke. Zatim i sa ocem jedne devojčice iz vrtića, koji je nedavno razveden. On je poziva da ga poseti u vikendici van grada. Mirna potom šalje pismo Juliji u kojem je obaveštava da želi da prekine da ubija ljude, ali da bi volela da se sretnu uživo i da se izvini za sve. Do susreta dolazi, i Julija prihvata. Kada su se srele u mračnoj šumi, Roj, u automobilu, čeka sakriven. Mirna prilazi Juliji i poljubi je, dok Roj pokušava da je ubije. Julija uspeva da izbegne pokušaj ubistva, dok Mirna i Roj beže. Nakon toga, Milna ubija Roja zbog pokušaja ubistva i nestaje u mračnoj noći.

## Prethodna i naredna epizoda Julije u LMS
Prethodna epizoda Julije objavljena je pod nazivom Leš u bekstvu (#1020), a naredna Čovek iz Buenos Ajresa (LMS-1051)
Pogledadti još: Spisak epizoda edicije Lunov magnus strip